# Coptocercus multitrichus
Coptocercus multitrichus är en skalbaggsart som beskrevs av Wang 1995. Coptocercus multitrichus ingår i släktet Coptocercus och familjen långhorningar. Inga underarter finns listade i Catalogue of Life.